# Xucbala
Xucbala è un comune dell'Azerbaigian situato nel distretto di Quba. Conta una popolazione di 1 094 abitanti.